# Tired of Toein' the Line
«Tired of Toein' the Line» es una canción de 1979 interpretada por el cantante y músico estadounidense Rocky Burnette, quien la coescribió con Ron Coleman, ex bajista de los Brothers Grim y los Everly Brothers.
Después de aparecer por primera vez en el Official Singles Chart Top 75 de Reino Unido en noviembre de 1979, la canción se convirtió en un éxito internacional luego de su lanzamiento en los Estados Unidos en mayo de 1980, siendo el único sencillo exitoso de Burnette.
Llegó al número uno en Argentina. También lo hizo en Australia durante dos semanas en junio de 1980. Alcanzó el Top 10 en Brasil, Canadá y varios países de Europa.
Al alcanzar el número ocho en el Billboard Hot 100, "Tired of Toein' the Line" igualó a "You're Sixteen", del padre de Rocky, Johnny Burnette, como el sencillo Hot 100 más alto de un miembro de la familia Burnette.

## Información de la canción
La canción fue interpretada por Burnette, y contiene letras que detallan una ruptura inminente desde el punto de vista de un hombre que ya no quiere "seguir la línea", una expresión idiomática que significa ajustarse a una regla o estándar.

## Posicionamiento en listas
| Lista (1980-81)                               | Posición |
| --------------------------------------------- | -------- |
| Alemania (Offizielle Deutsche Charts)         | 44       |
| Argentina (CAPIF)                             | 1        |
| Australia (Kent Music Report)                 | 1        |
| Austria (Ö3 Austria Top 40)                   | 9        |
| Bélgica (Flandes) (Ultratop 50)               | 10       |
| Brasil (ABPD)                                 | 8        |
| Canadá (RPM Top Singles)                      | 4        |
| Canadá (RPM Adult Contemporary)               | 9        |
| Estados Unidos (Billboard Hot 100)            | 8        |
| Estados Unidos (Billboard Adult Contemporary) | 39       |
| Estados Unidos (Cash Box Top 100)             | 6        |
| Islandia (Dagblaðið Vísir)                    | 5        |
| Nueva Zelanda (Recorded Music NZ)             | 3        |
| Países Bajos (Mega Single Top 100)            | 14       |
| Países Bajos (Dutch Top 40)                   | 12       |
| Reino Unido (UK Singles Chart)                | 58       |
| Suecia (Sverigetopplistan)                    | 3        |

## Otras versiones
- En 1980 el cantante Ricky Nelson lanzó su versión de la canción en su álbum Playing to Win de 1981.
- En 1988 la canción fue versionada por Shakin' Stevens en su álbum A Whole Lotta Shaky de 1988.